# Ravisius Textor
Pour les articles homonymes, voir Textor.
Jean Tixier de Ravisi, en latin Ravisius Textor, né vers 1480, ou en 1492 ou 1493, et mort le 3 décembre 1522, est un humaniste et universitaire français.

## Biographie
La date de naissance de Jean Tixier n'est pas établie avec certitude : les  sources et les notices d'autorité indiquent soit vers 1480, soit les années 1492 ou 1493. Il est né dans le Nivernais (il se désigne sous le qualificatif Nivernensis dans le titre de ses œuvres) ; en revanche son lieu précis de naissance varie suivant les sources : Saint-Saulge, le hameau de Ravisy (ou Ravisi) situé à proximité (d'où la dénomination de Ravisius), Nevers ... 
Il fait ses humanités au collège de Navarre, où il a pour professeur son compatriote Jean Bolvacus, alors recteur dans cette école. Il suscite l'enthousiasme de ses maîtres et se voit confier la chaire de rhétorique du collège, le plus célèbre de Paris. Il perfectionne l'enseignement des humanistes et jouit d'une réputation bien établie en sa qualité de professeur au collège de Navarre.
Il est un des premiers compilateurs ayant composé des Cornucopiae et mémoires encyclopédiques, ancêtres des dictionnaires. On qualifiait ces compilations de lieux communs (du latin loci communes) : on y trouvait avec quelque facilité tout ce que les auteurs précédents avaient dit sur chacun d'eux.

## Œuvres
- 1518 : Specimen epithetorum, omnibus artis poeticae studiosis maxime utilium, Paris, Henri Estienne et Regnault Chaudière[4].
- 1519 : Cornucopiae, quo continentur loca diversis rebus abundantia secundum ordinem literarum, Paris, Jean Petit et Antoine Aussourd, 84 ff.
- 1520 : Officina, partim historiis, partim poeticis referta disciplinis, Paris, Antoine Aussourd et Regnault Chaudière.
- 1521 : De Memorabilibus et claris mulieribus, Paris, Simon de Colines, 219 p.
- 1524 : Epitheta, studiosis omnibus poeticæ artis maxime utilia, Paris, Regnaud Chaudière[5].
- 1529 : Epistolae, Paris, Thomas Devilliers et Prigent Calvarin, 72 ff.
- 1530 : Dialogi aliquot, Paris, Regnault Chaudière : édition posthume par deux amis de l'auteur, Henri Labbé et Nicolas Regnault, de 19 moralités, 3 farces et 2 soties[6].
- 1551 : Cornucopiae epitome, Lyon, Sébastien Gryphe[7].

## Appréciations
Après sa mort, Guy Coquille le qualifie de Grammatique excellent en l'université de Paris dans son Histoire du Nivernais (1595) et Jean de Launoy en a fait en son temps l'éloge.